# Andreas Wernet
Andreas Wernet (* 10. Juni 1960 in Saarbrücken) ist ein deutscher Erziehungswissenschaftler.

## Leben
Wernet studierte Sozialwissenschaften an der TH Darmstadt und der Goethe-Universität Frankfurt. Seit 2007 ist er Professor für Schulpädagogik an der Leibniz Universität Hannover. Wernet gilt als Vertreter der objektiven Hermeneutik. Er beschäftigt sich insbesondere mit Fallrekonstruktionen aus dem schulischen Kontext und mit pädagogischer Entgrenzung und entwickelte auf dieser Basis das Konzept der pädagogischen Permissivität.

## Schriften
- Professioneller Habitus im Recht : Untersuchungen zur Professionalisierungsbedürftigkeit der Strafrechtspflege und zum Professionshabitus von Strafverteidigern. Edition Sigma, 1997, ISBN 3-89404-437-3.
- Einführung in die Interpretationstechnik der objektiven Hermeneutik. Leske und Budrich, Opladen, 2000, ISBN 3-8100-2660-3.
- Pädagogische Permissivität : schulische Sozialisation und pädagogisches Handeln jenseits der Professionalisierungsfrage. Leske und Budrich, Opladen, 2003, ISBN 3-8100-4028-2.
- Hermeneutik – Kasuistik – Fallverstehen : eine Einführung. Kohlhammer, Stuttgart, 2006, ISBN 978-3-17-018058-1.
- Einführung in die Interpretationstechnik der objektiven Hermeneutik. Verlag für Sozialwissenschaften, Wiesbaden, 2009, ISBN 978-3-531-16837-1.

| Personendaten    | Personendaten                       |
| ---------------- | ----------------------------------- |
| NAME             | Wernet, Andreas                     |
| KURZBESCHREIBUNG | deutscher Erziehungswissenschaftler |
| GEBURTSDATUM     | 10. Juni 1960                       |
| GEBURTSORT       | Saarbrücken                         |